# لروی کوئینتانا
لروی وی کوئینتانا(به انگلیسی: Leroy V Quintana) (متولد ۱۰ ژوئن سال ۱۹۴۴، آلبوکرک، نیومکزیکو) کهنه سرباز جنگ ویتنام و شاعر آمریکایی است.

## زندگی
او در شهرهای کوچک نیومکزیکو مانند راتون و کوئستا بزرگ شده‌است. وی در سال ۱۹۶۷ به خدمت فراخوانده شد و در لشکر ۱۰۱ هوابرد خدمت کرد.
لروی فارغ‌التحصیل دانشگاه نیومکزیکو و دانشگاه ایالتی نیومکزیکو با مدرک کارشناسی ارشد سال ۱۹۷۴ می‌باشد.
او اکنون در دانشگاه «مسا سن دیگو» (به انگلیسی: San Diego Mesa College) تدریس می‌کند.
آثار وی در نشریات Ploughshares, Prairie Schooner, Progressive و Puerto del Sol چاپ و منتشر شده‌اند.

## جوایز
- ۱۹۸۲ جایزه کتاب آمریکا برای رقص کاغذی: ۵۵ شاعر لاتین
- ۱۹۹۳ جایزه کتاب آمریکا برای تاریخ وطن

## آثار
- "هاپر"; "نوعی دوربین عکاسی"; "در رستورانی در مونیخ" با  ویتنام نسل مجله و خبرنامه V3, N3 (نوامبر ۱۹۹۱)
- "شعری برای جوزفین بیکر". Spring 1997. {{cite journal}}: Cite journal requires |journal= (help)
- "فتیله ها". Spring 2005. {{cite journal}}: Cite journal requires |journal= (help)
- تبعید بزرگ. Curbstone Press. 1999. ISBN 978-1-880684-60-3.
- موهایم در میان غریبه‌ها سفید شد. Bilingual Press/Editorial Bilingüe. 1996. ISBN 978-0-927534-57-4.
- تاریخ وطن. Bilingual Press/Editorial Bilingüe. 1993. ISBN 978-0-927534-36-9.
- بازجویی ها. Burning Cities Press. 1990. ISBN 978-0-9628524-5-9.
- سانگره. Prima Agua Press. 1981. ISBN 978-0-939652-00-6.
- پسر مردم: اشعار نیومکزیکو. Puerto Del Sol Press. 1976.

### داستان‌های کوتاه
- قول و داستانهای دیگر. University of Oklahoma Press. October 2002. ISBN 978-0-8061-3449-9.

### ویراستار
- Victor Hernandez Cruz, Leroy Quintana, Virgil Suarez, ed. (2008). Paper Dance: 55 Latino Poets. Paw Prints. ISBN 978-1-4395-0546-5.{{cite book}}:  نگهداری یادکرد:نام‌های متعدد:فهرست ویراستاران (link)CS1 maint: Multiple names: editors list (link)

### مجموعه‌ها
- Billy Collins, ed. (2003). شعر 180<نگاهی دیگر به شعر. Random House Trade Paperbacks. ISBN 978-0-8129-6887-3.
- George Mariscal, ed. (1999). "Armed Foprces Recruitment Day, Albuquerque High School 1962". آزتلان و ویتنام: تجربه‌های جنگ چیکانو و چیکانا. University of California Press. ISBN 978-0-520-21405-7.
- Rick Heide, ed. (2002). "187". زیر آفتاب پنجم: ادبیات لاتین از کالیفرنیا. Heyday Books. ISBN 978-1-890771-59-1.
- Jack Webb, ed. (2007). The Best of Border Voices: Poet Laureates, Pulitzer Prize Winners & the Wisdom of Kids. Level4Press Inc. ISBN 978-1-933769-24-0.